# Nine Elms Military Cemetery
Nine Elms Military Cemetery is een Britse militaire begraafplaats met gesneuvelden uit de Eerste Wereldoorlog en gelegen in de Franse gemeente Thélus (departement Pas-de-Calais). De begraafplaats werd ontworpen door Reginald Blomfield en ligt op 1.460 m ten zuidwesten van het centrum van Thélus (Église Saint Ranulphe), vlak naast de autoweg N17 van Arras naar Lens. Het terrein heeft een rechthoekig grondplan met een oppervlakte van 3.355 m² en is omsloten door een lage bakstenen muur. De toegang is een dubbel metalen poortje en ligt vooraan dicht bij de rechterhoek. De Stone of Remembrance staat centraal aan de voorzijde en het Cross of Sacrifice staat in de noordwestelijke hoek. De begraafplaats wordt onderhouden door de Commonwealth War Graves Commission. 
Er liggen 738 slachtoffers begraven waaronder 149 niet geïdentificeerde.

## Geschiedenis
Ongeveer 500 m ten oosten van de weg van Arras naar Lens lag een bosje dat door de Britse troepen Nine Elms (Negen iepen) werd genoemd waardoor ze de naam aan deze begraafplaats gaven. De begraafplaats werd na de verovering van de Vimy heuvelrug gestart om de Canadese slachtoffers van het 14th Canadian Infantry Battalion te begraven die op 9 april 1917 sneuvelden. In juni 1917 en juli 1918 werden nog gesneuvelden begraven en na de wapenstilstand werden er ook Britse en Franse slachtoffers bijgezet die in de slagvelden rond Vimy en Neuville-Saint-Vaast begraven waren. De meeste Fransen sneuvelden in 1914 en 1915. 
Er zijn ook graven die afkomstig zijn van enkele kleinere begraafplaatsen, zoals: Arras Road Cemetery, Grave CA 40 en Grave CB 10 in Thélus, Roclincourt Square Cemetery, Grave CA 26 en Seaforth Grave in Roclincourt, Grave CA 35 in Neuville-Saint-Vaast en Grave CC 3 in Vimy. 
De Burial Officer (officier verantwoordelijk voor het registreren en begraven van de doden) van het Canadian Corps maakte in die periode voor het registreren van de begraafplaatsen gebruik van letters en nummers en niet van een naam. 
Nu liggen er 105 Britten (waaronder 50 niet geïdentificeerde), 430 Canadezen (waaronder 99 niet geïdentificeerde) en 54 Fransen begraven. Voor 1 Canadees werd een Special Memorial opgericht omdat zijn graf niet meer gevonden werd en men aanneemt dat hij in een naamloos graf ligt. Vier andere Canadezen worden ook herdacht met Special Memorials omdat men weet dat ze hier begraven liggen maar niet meer gelokaliseerd konden worden. 44 Canadezen worden herdacht met een Duhallow Block omdat zij oorspronkelijk in Arras Road Cemetery waren begraven maar hun graven werden door artillerievuur vernietigd. Voor 10 Britten van de Seaforth Highlanders werd eveneens een Duhallow Block opgericht omdat zij oorspronkelijk in het Seaforth Grave in Roclincourt lagen maar ook daar werden hun graven door artillerievuur vernietigd.

## Graven
- De broers Arthur en Bill Jim West, beiden soldaat bij het 14th Bn. Canadian Infantry sneuvelden op 9 april 1917 en liggen in hetzelfde graf begraven.

### Onderscheiden militairen
- Samuel James Bothwell, majoor bij het 1st Canadian Mounted Rifles Battalion en Roy Albert Edmunds, sergeant bij de Canadian Infantry werden onderscheiden met de Distinguished Conduct Medal (DCM). Laatstgenoemde werd ook vereerd met de Russische medaille van de Orde van Sint-George.
- compagnie sergeant-majoor John Thomas Wright; sergeant Colin Matson Wisdom; korporaals F. Odd, T. Mosley, J.A. Bertram; kanonnier G. Fairclough en soldaat J. Bois ontvingen de Military Medal (MM).

### Minderjarige militairen
- J.W. Jenken, soldaat bij het 15th Bn. Canadian Infantry was 16 jaar toen hij op 9 april 1917 sneuvelde.
- de soldaten Douglass Clark en John Roland Weir, beide van de Canadian Infantry waren 17 jaar toen ze sneuvelden.

### Aliassen
- korporaal F. Fulton diende onder het alias F. Valley bij de Canadian Infantry.
- soldaat Walford James Wallace Sutherburg diende onder het alias W.J. Wallace bij de Canadian Infantry.